# Sad Day for Puppets
I Sad Day for Puppets sono un gruppo musicale svedese, in attività dal 2006 e dedito ai generi indie rock, indie pop, nu gaze, ecc. Membri del gruppo sono: Anna Eklund (voce), Micael Back, Martin Källholm, Alex Marcus Sandgren, ed Alex Svenson-Metés.
In totale, il gruppo ha pubblicato 4 album, il primo dei quali è Unknown Colors del 2008.
Tra i brani più significativi incisi dal gruppo, figurano Again,  Hush, Shift Another Color,  When You Tell Me That You Love Me , ecc..

## Discografia

### Album
- 2008: Unknown Colors
- 2010: Pale Silver & Shiny Gold
- 2011: Shift Another Color
- 2013: Come Closer

### EP
- 2008: Just Like a Ghost EP (per il Giappone)

### Singoli
- 2008: Hush  (Giappone)
- 2009: Marble Gods/Big Waves (UK)
- 2009: When You Tell Me That You Love Me/Withering Petals And Dust (UK)
- 2010: Again  (US)
- 2011: Shift Another Color